# Igrejas Reformadas Calvinistas na Indonésia
As Igrejas Reformadas Calvinistas na Indonésia (IRCI) - em Indonésio Gereja-Gereja Reformasi Calvinis di Indonesia (GGRI) - formam uma denominação reformada continental na Indonésia. Esta, foi constituída em 1950, por igrejas que se separaram da Igreja Cristã Evangélica em Timor.

## História
Em 1950, um grupo de igrejas se separou da Igreja Cristã Evangélica em Timor por discordar de sua doutrina oficial. Originalmente, foi adotado o nome "Igreja Cristã Peregrina" (ICP) - em indonésio Gereja Masehi Musafir.
Em 1985, a denominação passou a ter contato com os missionários das Igrejas Reformadas Liberadas, que à época, plantavam as igrejas que se tornariam as Igrejas Reformadas na Indonésia.
Essa aproximação levou ICP a adotar oficialmente as Três Formas da Unidade (Cânones de Dort, Catecismo de Heidelberg e Confissão Belga) como doutrina oficial em 1991 e em 1992, a denominação mudou seu nome para "Igrejas Cristãs Peregrinas" (ICP) - em indonésio Gereja-Gereja Masehi Musafir.
Todavia, essa aproximação da Tradição Reformada não agradou todos os membros. Em 1995, uma parte das igrejas e membros, insatisfeitos com as modificações, se separaram e fundaram a Igreja Cristã Peregrina na Indonésia.
Sendo assim, o grupo principal da ICP mudou de nome, em 2002, para Igrejas Reformadas Calvinistas na Indonésia (IRCI) - em indonésio Gereja-Gereja Refomasi Calvinis di Indonesia.
Em 2024, a denominação era formada por 16 igrejas, com 1.439 membros.

## Doutrina
As IRCI subscrevem as Três Formas da Unidade (Cânones de Dort, Catecismo de Heidelberg e Confissão Belga).

## Relações intereclesiásticas
A denominação faz parte da Conferência Internacional das Igrejas Reformadas.
Desde 1992, possui um relacionamento muito próximo com as Igrejas Reformadas na Indonésia, permitindo inclusive a troca de pastores.
Além disso, possui contato ecumênico com a Igrejas Reformadas Livres da Austrália e a Igreja Presbiteriana Ortodoxa e relacionamento de igreja-irmã com as Igrejas Reformadas Liberadas e Igrejas Reformadas Canadenses e Americanas.